# 奎璧
奎璧（1903年—1986年2月7日），字子璋，曾用名刘卜一，男，蒙古族。绥远土默特旗（今内蒙古自治区土默特左旗）人。中国共产党高级干部，中共第八届中央委员会候补委员。

## 生平
生于贫苦蒙古族农民家庭。1921年考入土默特高等小学校。1923年秋，荣耀先动员土默特高等小学校的奎璧、多松年、乌兰夫、赵诚、云润、佛鼎、高布泽博、朱实夫，以及归绥中学的李裕智、吉雅泰、孟纯等39名蒙古族青年考入北京蒙藏学校。奎璧与赵诚是初中部班里最穷的学生，穿单衣过冬，校长章武同情贫苦学生，给他们买了棉袍。寒假时，奎璧、赵诚、乌兰夫、佛鼎、高布泽博、康根成无钱回家，李大钊和中共北方区委组织他们在北京师范大学乐群补习班学习革命理论，阅读革命刊物，由李渤海、韩麟符介绍这批蒙古青年加入中国社会主义青年团。1924年下半年转入中国共产党。1925年4月28日，奎璧、乌兰夫、多松年3人创办了革命刊物《蒙古青年》。1925年中共北方区委派遣奎璧去蒙古人民共和国党务学校学习。1927年返国后，任内蒙古人民革命军军政学校队长、骑兵第一营党代表、步兵第一团党代表。白云梯背叛革命，杀害中共绥远地区领导人李裕智后，奎璧与营长纪松龄离开部队，赴外蒙报告情况。1929年4月，奎璧协助乌兰夫恢复党组织和地下交通网。1929年10月，由于叛徒曲步霄告密，奎璧被捕。绥远省高等法院审判庭庭长于存灏亲审七次，奎璧坚决不承认自己是共产党，1931年4月被释放。1932年奎璧通过李森与吉合取得联系，以商人、小学教员、《蒙文周刊》校对的身份开展活动。1935年，中共中央派遣刘仁、吉合与河套地区组织负责人王逸伦赴苏打通与国际的联系，乌兰夫与奎璧为他们安排了旅程。
抗日战争时，1938年八路军一二零时派遣李井泉任司令员组建大青山抗日游击支队，很快与贾力更、奎璧、张禄等人取得联系。1939年至1941年，与贾力更、奎璧、张禄等组织了100多蒙汉青年赴延安学习。1939年底，中共土默特旗蒙古工委派遣奎璧赴延安，进入陕北公学59队学习。1941年春，奎璧回到大青山抗日根据地，任中共大青山蒙古工委书记、大青山绥西地委蒙民部部长。1943年又赴延安参加整风运动，在中央党校二部学习。1945年4月，参加了中共七大。
第二次国共内战时期，历任内蒙古自治运动联合会西蒙总分会主任、组织部部长，中共巴乌工委书记兼内蒙古人民自卫军巴乌军区政委（隶属于绥蒙军区），中共锡察巴乌工委书记。内蒙古自治政府委员兼民政部部长等职。1947年7月1日，内蒙古共产党工作委员会成立，任委员。
中华人民共和国成立后，担任过绥远省人民政府副主席，内蒙古自治区人民政府副主席，内蒙古自治区人民委员会副主席、中共蒙绥分局组织部部长、中共內蒙古分局副书记。1955年起任中共内蒙古自治区委副书记、书记处书记兼监察委员会书记、组织部长等。1977年起历任内蒙古自治区政协副主席、主席。第五、第六届全国人大常委会委员。中共十二届二中全会增补为中顾委委员。1985年9月主动退居二线。1986年在呼和浩特逝世。